# Frutiger

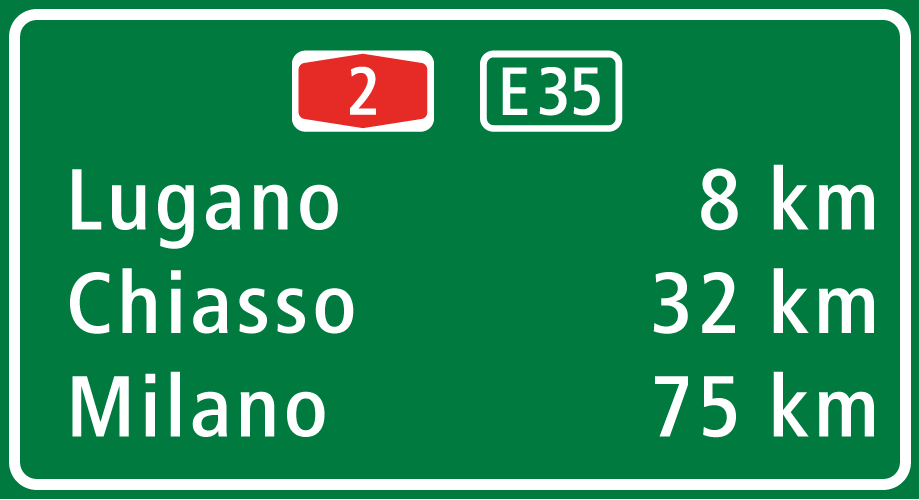
Esempio di segnale nei pressi di Lugano.

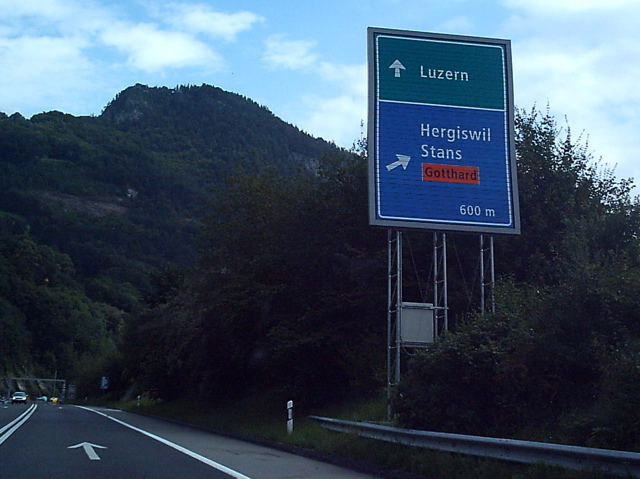
Segnale stradale svizzero con il font Frutiger.

Frutiger (pronunciato "frùtigher") è un carattere sans-serif creato dal designer svizzero Adrian Frutiger.

## Storia
Gli fu commissionato nel 1968 per l'aeroporto Internazionale Charles De Gaulle di Roissy, alle porte di Parigi, all'epoca in costruzione, che aveva bisogno di un nuovo sistema direzionale di insegne. Invece di usare uno dei suoi font, ad esempio Univers, Frutiger preferì crearne uno nuovo. Il nuovo font, all'inizio chiamato Roissy, fu disponibile nel 1975 e usato nell'aeroporto lo stesso anno.
L'obiettivo di Frutiger era creare un carattere sans serif con la razionalità e la pulizia di Univers, ma con l'aspetto organico e proporzionale del Gill Sans. Il risultato fu un carattere particolare ma leggibile. Le lettere avevano le caratteristiche richieste dal Charles De Gaulle, cioè un aspetto moderno e leggibilità da varie angolazioni e distanze. Le aste ascendenti e le aste discendenti sono molto sporgenti, e le aperture sono larghe per distinguere facilmente le lettere una dall'altra.
La famiglia di caratteri Frutiger fu pubblicata nel 1976, dalle tipografie Stempel e Linotype. Il fatto di essere semplice e leggibile, con un aspetto casual e caldo, l'ha portato ad essere uno dei caratteri più usati nella pubblicità e nei volantini. Gli enti che hanno usato il Frutiger nella propria identità aziendale sono il National Health Service inglese, la Marina militare inglese, la Canadian Broadcasting Corporation. Per i segnali stradali svizzeri fu creato nel 2003 il carattere speciale ASTRA-Frutiger (dal nome dell'Ufficio federale delle strade svizzero; ASTRA - in tedesco) in sostituzione del vecchio carattere SNV. Il Frutiger è anche utilizzato, dagli anni ottanta, per la rete di trasporto pubblica di Oslo, Norvegia ed è attualmente il carattere di maggior successo della Linotype.
La famiglia di carattere Frutiger è stata aggiornata nel 1997 per l'insegna della Alte Pinakothek di Monaco di Baviera. La nuova versione, chiamata Frutiger Next, ha cambiato un certo numero di dettagli ed ha aggiunto un corsivo al posto del carattere tondo inclinato dell'originale.
Come tutte le creazioni di successo, il Frutiger ha avuto tante imitazioni. Il Myriad della Adobe e il Segoe UI della Microsoft sono due dei più importanti caratteri la cui somiglianza con Frutiger ha scatenato molte controversie.
Il Frutiger fu anche utilizzato nelle grafiche di Rete 4 dal 1999 al 2009